# Girolamo Grimaldi (zm. 1733)
Girolamo Grimaldi (ur. 15 listopada 1674 w Genui, zm. 18 listopada 1733) – opat Santa Maria, arcybiskup Edessy, dyplomata watykański i kardynał.

## Życiorys
7 kwietnia 1709 otrzymał święcenia kapłańskie. W latach 1706–1712 internuncjusz apostolski w Brukseli. 5 października 1712 mianowany arcybiskupem tytularnym Edessa w Osrhoëne. 30 grudnia 1712 mianowany nuncjuszem apostolskim w Polsce. 9 kwietnia 1713 przyjął sakrę biskupią z rąk Philippe Ehrard Van der Noot biskupa Gandawy. Od 1721 nuncjusz apostolski w Wiedniu. Od roku 1730 kardynał.